# Ефект на Хол
Ефект на Хол се нарича явлението на възникване на напречно ориентирано електрично поле (електродвижещо напрежение), (наричано също напрежение на Хол) при поставянето на проводник с протичащ по него постоянен ток в магнитно поле. Открито е от Едуин Хол през 1879 г. в тънки златни пластинки.

## Свойства
Схематично ефектът на Хол изглежда така: нека проводник е поставен в слабо магнитно поле {\displaystyle B} и през него тече електричен ток под действието на интензитет на електрическото поле {\displaystyle E}. Магнитното поле ще отклонява електрическите заряди при тяхното движение по посока или срещу електрическото поле. По този начин силата на Лоренц ще доведе до натрупването на отрицателен заряд в единия край на проводника и на положителен в другия му край дотогава, докато възникналото в резултат на това електрическо поле {\displaystyle E_{1}} не компенсира магнитната компонента на силата на Лоренц:
{\displaystyle eE_{1}=evB} ⇒ {\displaystyle E_{1}=vB.}
Скоростта на електроните {\displaystyle v} може да се изрази чрез плътността на тока:
{\displaystyle j=nev} ⇒ {\displaystyle v={\frac {j}{ne}},}
където {\displaystyle n} е концентрацията на носителите на заряд. Тогава
{\displaystyle E_{1}={\frac {1}{ne}}jB.}
Коефициентът {\displaystyle R_{H}={\frac {1}{ne}}} на пропорционалност между {\displaystyle E_{1}} и {\displaystyle jB} се нарича коефициент на Хол (или константа на Хол). При такова приближение неговият знак зависи от знака на токоносителите, което позволява да се определи техният тип за голям брой метали. При някои от металите (например олово, цинк, желязо, кобалт, волфрам), в силни полета се наблюдава положителен знак на {\displaystyle R_{H}}, което се обяснява в полукласическата и в квантовата теории на твърдото тяло.

## Аномален ефект на Хол
Явлението на възникване на електрическо напрежение в образеца при отсъствието на външно постоянно магнитно поле се нарича аномален ефект на Хол.

## Квантов ефект на Хол
В силни магнитни полета и плосък проводник (т.е. в двумерен електронен газ) започват да се проявяват квантови ефекти и в този случай се наблюдава квантов ефект на Хол. Явлението е открито от Клаус фон Клицинг, който е удостоен за това с Нобелова награда за физика за 1985 г.

## Приложение
В някои случаи ефектът на Хол позволява да бъде определен типът на токоносителите (електрони или дупки) в метали или полупроводници, което се използва при методи за изследване на свойствата на полупроводници.
Въз основа на ефекта на Хол работят датчици на Хол: прибори, измерващи интензитета на магнитното поле. Датчиците на Хол намират голямо разпространение при електродвигателите (безколекторни двигатели или серво-мотори). Датчикът се закрепва непосредствено на статора на двигателя и указва положението на ротора. Датчиците на Хол са в основата и на електронния компас, вграждан в някои смартфони.
Някои видове йонни двигатели също работят въз основа на ефекта на Хол.
|  | Тази страница частично или изцяло представлява превод на страницата „Эффект Холла“ в Уикипедия на руски. Оригиналният текст, както и този превод, са защитени от Лиценза „Криейтив Комънс – Признание – Споделяне на споделеното“, а за съдържание, създадено преди юни 2009 година – от Лиценза за свободна документация на ГНУ. Прегледайте историята на редакциите на оригиналната страница, както и на преводната страница, за да видите списъка на съавторите. ВАЖНО: Този шаблон се отнася единствено до авторските права върху съдържанието на статията. Добавянето му не отменя изискването да се посочват конкретни източници на твърденията, които да бъдат благонадеждни. |